# Whirlpool Corporation
A Whirlpool Corporation amerikai háztartásigép-gyártó és -forgalmazó vállalat. A cég egészen 1916-ig visszanyúló története során számtalan szabadalommal, fejlesztéssel, innovációval járult hozzá a háztartási gépek fejlődéséhez. A Whirlpool a világ egyik legnagyobb múltra visszatekintő háztartásigép-márkája.

## Története
1911-ben Louis Upton megalapította a villanymotorral működő mángorlógépek gyártására szakosodó vállalkozását, az Upton Machine Companyt. 1912-ben a vállalkozáshoz csatlakozott testvére, Fred Upton. Megkötötték az első komolyabb szerződésüket a Federal Electric vállalattal 100 db készülék legyártására. Azonban hajtómű meghibásodás miatt valamennyit vissza kellett hívni és feljavítani. Ezután a megrendelő megduplázta a rendelésállományát. Ezzel három évig tartó együttműködés vette kezdetét a két partner között. 1916-ban elveszítették a Federal Electricet mint legfőbb megrendelőt, ezért szoros együttműködésbe kezdtek a Sears Companyvel. 1918-ban megalkották a KitchenAid® védjegyet. A nevet a Hobart Manufacturing Company társaság jegyeztette be 1920-ban. 1929-ra annyira megnőtt a beszállítási igény a Sears részéről, hogy az Upton Machine Company a gyártóteljesítmény fokozásának érdekében egyesült a binghamtoni Nineteen Hundred Washer Company társasággal.

## A nemzetközi színtérre lépés
1936-ban a The Nineteen Hundred Corporation cég termékei kijutottak a világpiacra. A Kenmore márkanéven forgalomba kerülő mosógépeket Angliába, Svédországba és a Csatornaövezetbe exportálták. Ezzel egy időben a Nineteen Hundred Corporation megtette a szükséges lépéseket ahhoz, hogy megkezdhesse a Kenmore készülékek terjesztését Európában és Ázsiában is. 1949-ben Lou Upton alapító nyugdíjba vonult, Elisha „Bud” Grey vette át helyét a társaság élén.

## Az első termék Whirlpool néven
1948-ban megkezdték Whirlpool márkanév alatt új mosógépük teljesen önálló forgalmazását. 1950-ben a Nineteen Hundred Corporation felvette a Whirlpool Corporation nevet. 1960-ban a Whirlpool Corporation elnyerte a NASA szerződését egy formabontó projektre, az első amerikai kísérleti „űrkonyha” kidolgozására. 1961-ben a Whirlpool Corporation éves árbevétele elérte a 438 millió USD-t. 1966-ban felvásárolták a Warwick Electronics vállalatot, ezzel beléptek a televíziós piacra, de 10 év után felhagytak ezzel a szegmenssel. 1970-ben a Whirlpool elérte az 1,2 milliárd USD árbevételt. 1977-ben a társaság éves bevétele átlépte a 2 milliárd USD-t. 1986-ban a Whirlpool Corporation 75. évfordulóját ünnepelte. A társaság nettó árbevétele elérte a 4 milliárd USA dollárt. Naponta hozzávetőlegesen 29 000 ember vásárolt egy vagy több, a Whirlpool Corporation által gyártott készüléket.
Az ezt követő években is rendre árbevételi rekordokat dönt a vállalat, az évek során mindvégig megőrizve kiemelt piaci szerepét.

## Fordítás
Ez a szócikk részben vagy egészben  a   Whirlpool Corporation című angol Wikipédia-szócikk ezen változatának fordításán alapul.  Az eredeti cikk szerkesztőit annak laptörténete sorolja fel. Ez a jelzés csupán a megfogalmazás eredetét és a szerzői jogokat jelzi, nem szolgál a cikkben szereplő információk forrásmegjelöléseként.